# Here She Comes Now
Here She Comes Now è la quarta traccia dell'album White Light/White Heat, secondo disco in studio del gruppo rock statunitense The Velvet Underground pubblicato nel 1968 dalla Verve Records.
Il brano venne pubblicato su singolo come B-side del 45 giri White Light/White Heat.

## Il brano
Originariamente intesa per essere cantata da Nico (che effettivamente la eseguì in qualche show dell'Exploding Plastic Inevitable prima di uscire dalla band), la canzone venne messa su nastro in versione demo nel 1967 da Lou Reed, Sterling Morrison e John Cale (il demo riapparve poi nel box set antologico Peel Slowly and See). Tuttavia, quando White Light/White Heat venne inciso, la collaborazione tra Nico e i Velvet Underground ebbe fine ed il brano venne cantato sull'album da Reed. Si tratta della canzone più tranquilla ed orecchiabile sull'album, e contrasta nettamente con la durezza e la sperimentazione degli altri brani.

### Testo e significato
Il testo della canzone è molto ambiguo, e dà potenzialmente adito a svariate interpretazioni. Gli autori della biografia dei Velvet Underground Up-Tight definiscono il testo di Here She Comes Now "una tesi in sette strofe sulla possibilità che una ragazza possa venire" (con tutti i sottintesi sessuali del termine). Altre interpretazioni ipotizzano che l'oggetto della canzone non sia una ragazza ma bensì la chitarra Ostrich di Lou Reed. Secondo questa ipotesi, il verso: «She's made out of wood» ("lei è fatta di legno") e l'esclamazione ripetuta di Reed «Here she comes now» ("lei arriva adesso") sarebbero da riferirsi alla chitarra stessa.

## Formazione
- Lou Reed - voce, chitarra ritmica
- John Cale - viola, basso, pianoforte
- Sterling Morrison - chitarra elettrica
- Maureen Tucker - percussioni

## Cover
- I Cabaret Voltaire sul loro EP di debutto Extended Play. Una versione è inoltre inclusa nella compilation di rarità Methodology : Attic Tapes.
- Nel 1991 i Nirvana pubblicarono una reinterpretazione del brano su uno split single diviso a metà con i Melvins (i quali, a loro volta, reinterpretarono Venus in Furs, altra canzone dei Velvet Underground). La reinterpretazione dei Nirvana sarà poi inclusa nella compilation tributo Heaven And Hell: A Tribute To The Velvet Underground, Volume One.
- L'artista francese Colleen ha inserito un campionamento delle note iniziali di Here She Comes Now nella sua canzone Your Heart on Your Sleeve, presente nel suo album di debutto del 2003 Everyone Alive Wants Answers.
- Il gruppo giapponese 800 Cherries sull'album del 1999 Romantico.
- I Galaxie 500 come bonus track nella ristampa dell'album This is Our Music (1990).